# 林家染太
林家 染太（はやしや そめた、1975年〈昭和50年〉10月5日 - ）は、愛媛県松山市出身の落語家である。本名は荻山 志行（おぎやま しこう）。出囃子は『野球拳』。上方落語協会会員。

## 来歴
松山市立北久米小学校、松山市立久米中学校、愛媛県立松山北高等学校、関西大学文学部国文学科「夜間部」卒業。高校卒業後に高松高等予備校へ通っている。

### 学生時代
小学校・中学校では相撲部に所属。中学1年生の頃に友人に桂枝雀の落語会に誘われて、カルチャーショックを受ける。その後図書館に通い、落語のテープやCDを借りたり、本を読んだり、ホームルームで落語を披露する。
高校では応援団で活動。落語家になりたくて大阪に行きたい気持ちはあったが両親には言えず、「先生になる」という名目で大阪の大学へ入学をする。
大学入学後は落語研究会に所属。授業は自主休講して落語研究会で寄席へ通っていた。しかし3回生になり、両親に授業を受けていないことを気づかれ、「落語家になりたい」と話すと「もう家に帰って来なくていい」と言われ、ライフラインが止まってしまったため必死にアルバイトをする。
その後両親から落語家になる許可は得られたが、「大学の卒業証書と国語科の教員免許を持って来る」ことが条件であった。
英語の先生に「一緒にアメリカ・シアトルとアトランタに英語落語の講演に行こう」と誘われて、教育実習の翌月にプロの落語家と、外国人の落語家とアメリカへ渡る。
学業と落語を両立しながら、国語の教員免許を取得。大学を卒業するまでに5年かかった。

### 落語家として
2000年（平成12年）4月、4代目林家染丸に入門。
2002年、噺家の林家染丸(上方落語協会 副会長)に弟子入りし、3年間の厳しい修行生活を経る。

## 人物

### アルバイト
大学時代は家庭教師、マクドナルドの店員、京都の東山で車夫、牛丼屋で働いたことがある。

### 家族
父は愛媛大学工学部生産機械科の名誉教授、母は薬剤師。

## エピソード
英語落語を始めたきっかけは、父の職業柄家に留学生が遊びに来たりパーティーをしたり、インターナショナルな環境だったため、英語にとても興味があった。その後英会話教室のチラシが入っており、英語の先生から「落語研究会に入っているんやから、英語落語なんかしてみんか？」と英語落語を勧められる。

## 受賞歴
- 2006年12月「まくらの会　其の拾参」優勝。
- 2011年9月「繁昌亭ドリームジャンボコンテスト8R」優勝。
- 2011年12月「繁昌亭ドリームジャンボコンテスト　グランドチャンピオン大会」優勝。

## 出演

### テレビ
- ミッションin旅なんよ(あいテレビ)
- パワサタ！(あいテレビ)
- ウィークリー吹田(吹田ケーブルテレビ)
- 上方演芸ホール(NHK総合)
- 吉本落語家全員集合!（毎日放送）

### ラジオ
- 林家染太のちょっと一息いい時間（FM千里）

### Web
- ハタチ〜オトナビトプロジェクト〜 （2021年1月8日[5]）